# Киримба (острова)
Киримба, также Керимба (порт. Quirimbas) — группа островов кораллового происхождения в Индийском океане у побережья Мозамбика, в провинции Кабу-Делгаду, напротив города Кисанга (Quissanga), к северу от Пемба. Острова покрыты растительностью, которая возникла из зачатков растений, переносимых морскими течениями из Индии.
Архипелаг состоит приблизительно из 30 островов, среди которых наиболее значительны Матемо, Кизива, Киримба, Ибо, Мефунво. Самый крупный и густонаселённый остров — Ибо. На Ибо находится аэропорт.
Население островов говорит на языке мвани.
Согласно летописной традиции, до островов Киримба простирались по побережью владения царей Пате в середине XIV века.
В 1971 году создан национальный парк Киримба.